# Кременецький вісник
«Кременецький вісник» (також — «Крем'янецький вісник», «Кремянецький вісник», «Кременецький вісник-С») — колишня громадсько-політична газета Кременця. Розповсюджувалася в Кременецькому, Лановецькому та Шумському районах.

## Історія
Заснована 1 серпня 1941.
Виходила двічі на тиждень до березня 1944 під назвою «Крем'янецький вісник» — як орган українського національного комітету Кременецького повіту. Наклад становив 8000 примірників. В окупаційний період газета була знаряддям німецької пропаганди, мала сувору цензуру, фактично була пронімецькою: друкувалися оголошення, накази, розпорядження німецьких властей.
13 вересня 1999 з ініціативи Богдана Свіргуна була відновлена під назвою «Кременецький вісник» як газета Кременецької міської ради (у 2006 змінилася назва на «Кременецький вісник-С» і газета позиціонувалася як незалежна).
Виходила щотижня до 2009 року.
Наклад становив близько 3000 примірників.
Серед основних рубрик були: «Веселка», «Будьте здорові!», «Про це говорять», «Прошу слова», «Невигадана історія», «Чарівні волиняни», «Мені свекруха — рідна мати», «Щиро кажучи», «Долі людські», «Дітям на потіху», «Посиденьки на призьбі», «Про тих, хто поруч», «Знайомі постаті». Додатки: «Година роздумів», «Ваш бізнес».

## Редактори
- Аркадій Трачук (1941—1944[10]);
- Богдан Свіргун (1999—2009).